# Caricaturistes, fantassins de la démocratie
Pour plus de détails, voir Fiche technique et Distribution.
Caricaturistes, fantassins de la démocratie est un documentaire français réalisé par Stéphanie Valloatto, sorti en 2014.
Produit par Radu Mihaileanu, il est présenté hors compétition au Festival de Cannes 2014.

## Synopsis
Le documentaire suit à travers le monde douze dessinateurs de presse engagés : Plantu, Slim, Ángel Boligán, Baha Boukhari, Jeff Danziger, Michel Kichka, Pi San, Rayma Suprani, Damien Glez, Nadia Khiari (dessinatrice de « Willis from Tunis »), Mikhaïl Zlatkovski et Zoho (Lassane Zohoré).
On apprend dans le film non seulement comment les dessinateurs trouvent leurs idées, mais aussi comment ils résistent au pouvoir en place.

## Fiche technique
- Titre : Caricaturistes, fantassins de la démocratie
- Réalisation :  Stéphanie Valloatto
- Scénario : Stéphanie Valloatto et Radu Mihaileanu
- Musique : Armand Amar
- Montage : Marie-Josée Audiard
- Production : Radu Mihaileanu
- Sociétés de production : Oï Oï Oï Productions, Fresco Films, Panache Productions
- Société de distribution : EuropaCorp[2]
- Pays d'origine :  France
- Genre : documentaire
- Durée : 106 minutes
- Dates de sortie :
  - France : 19 mai 2014 (Festival de Cannes) ; 28 mai 2014 (sortie nationale)

## Diffusion
Le film a fait l'objet d'une projection publique en avant-première sur la Place de la République à Paris le 23 mai 2014.
Il a été diffusé sur France 3 le 9 janvier 2015, en hommage aux victimes de l'attentat contre Charlie Hebdo.

## Livre tiré du film
Un livre du même titre est également paru en 2014. Initialement, l'éditeur Bayard devait le publier mais a demandé qu'un dessin soit supprimé. L'équipe refusant qu'un livre sur la censure soit lui-même censuré, c'est finalement Actes Sud qui le publie.

## Accueil critique
Pour Télérama, « dans le film, tous les dessins affichent une impertinence, une rage salutaires. Une langue commune et libre. ».

## Distinctions

### Récompense
- Prix Henri-Langlois 2015 : « Trophée film documentaire »[7]

### Nominations et sélections
- Festival de Cannes 2014 : sélection hors compétition « Séances spéciales[8] »
- César 2015 : nomination pour le César du meilleur film documentaire